# أوليفيا جيد
أوليفيا جيد جيانولي (من مواليد 28 سبتمبر 1999-)، هي يوتيوبر أمريكية وابنة مصمم الأزياء موسيمو جيانولي والممثلة لوري لوفلين. بدأت جيانولي مسيرتها المهنية على وسائل التواصل الاجتماعي وهي لا تزال في المدرسة الثانوية، واكتسبت شعبية كبيرة على كل من يوتيوب وإنستغرام. وبحلول عام 2019، جمعت أكثر من مليون متابع على كل منصة. ومع ذلك، اشتهرت على نطاق واسع بتورطها في فضيحة رشوة القبول في الكلية عام 2019، حيث لعب طلبها الاحتيالي إلى جامعة جنوب كاليفورنيا دورًا رئيسيًا في الجدل.

## وصلات خارجية
- أوليفيا جيد على موقع IMDb (الإنجليزية)
- أوليفيا جيد على موقع قاعدة بيانات الفيلم (الإنجليزية)